# Dischidia peltata
Dischidia peltata är en oleanderväxtart som beskrevs av Carl Ludwig von Blume. Dischidia peltata ingår i släktet Dischidia och familjen oleanderväxter. Inga underarter finns listade i Catalogue of Life.